# افسانه‌ای (فیلم)
افسانه‌ای (به انگلیسی: Legendary) فیلمی محصول سال ۲۰۱۰ آمریکا است. در این فیلم بازیگرانی همچون جان سینا، پاتریشیا کلارکسون و دنی گلاور نقش ایفا کرده‌اند. این فیلم در استودیو WWE ضبط شده در در کشور ایالات متحده به زبان انگلیسی منتشر شده‌است. مدت زمان این فیلم برابر با ۱۰۷ دقیقه می‌باشد.

## خلاصه داستان
داستان فیلم در مورد پسری باهوش می‌باشد که در وضعیت درسی خود بسیار قوی است، اما از نظر ورزشی و قدرت ضعیف عمل می‌کند. برای همین تصمیم می‌گیرد وارد ورزش کشتی شود و می‌خواهد زیر نظر یک مربی کشتی کج آموزش ببیند…

## بازیگران
- دوون گرای در نقش کال چتلی
- جان سینا در نقش مایک چتلی
- پاتریشیا کلارکسون در نقش شارون چتلی
- دنی گلاور در نقش Harry "Red" Newman - Mac Chetley's old coach
- مدلین مارتین در نقش Luli Stringfellow
- تایلر پوزی در نقش Billy Barrow
- John Posey در نقش Coach Stu Tennent
- Teo Olivares در نقش Donald Worthington
- Chris Whetstone در نقش Mac Chetley